# Мацукава (Наґано, Кіта-Адзумі)

36°25′27″ пн. ш. 137°51′16″ сх. д. / 36.42417° пн. ш. 137.85444° сх. д.
Мацука́ва (яп. 松川村, まつかわむら, МФА: [mat͡su̥kawa muɾa]) — село в Японії, в повіті Кіта-Адзумі префектури Наґано. Станом на 1 квітня 2009 площа села становила 47,08 км². Станом на 1 липня 2011 населення села становило 10 074 осіб.